# Ramon Despuig

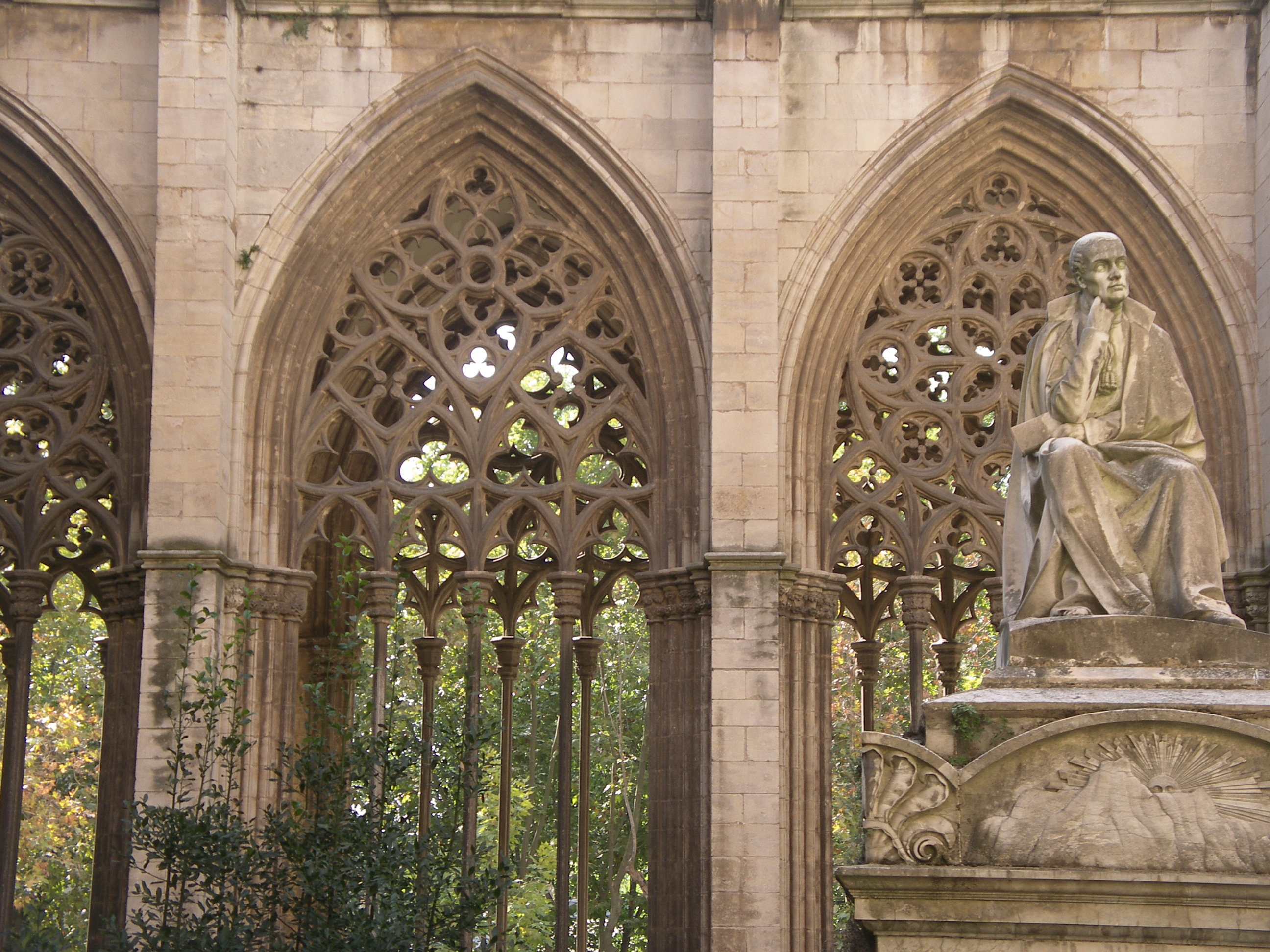
Claustro gótico,, de la catedral de Vic, con la tumba y monumento a Jaume Balmes.

Ramon Despuig fue un arquitecto de Cataluña (España) del siglo XIV.
Entre 1324 y 1339 fue el primer arquitecto del claustro de la catedral de Vich, y probablemente quien proyectó y construyó las capillas de Sant Cristòfol, Sant Lluc y de Sant Jaume, y también la galería norte y una parte de las de poniente y de levante. Fue sucedido por Bartomeu Ladernosa.
A partir de 1329 fue maestro, junto con Berenguer de Montagut, de la construcción de la nueva iglesia de Santa María del Mar en Barcelona.